# 섀넌 우드워드
섀넌 마리 우드워드(영어: Shannon Marie Woodward, 1984년 12월 17일 ~ )는 미국의 배우이다. 폭스 TV 드라마 《레이징 호프》(2010-14)에서 주연을 맡았으며, HBO 드라마 《웨스트월드》(2016-18)에서 엘시 휴스 역을 연기했다.
비디오 게임 《더 라스트 오브 어스 파트 II》(2020)에서 디나 역 모션 캡처를 담당했으며 이를 통해 2021년 제17회 영국 아카데미 게임상 조연상을 수상하였다.

## 출연 작품

### 영화
- 가족 모임 (1995, Family Reunion: A Relative Nightmare)
- 콰이어트 (2005)
- 즐거운 경찰 (2005)
- 더 컴백스 (2007)
- 소녀괴담: 17살 여고생의 악몽 (2008)
- 숏컷 (2009)
- Girlfriend (2010)
- 케이티 페리: 파트 오브 미 (2012) - 다큐멘터리
- 어덜트 월드 (2013, Adult World)
- 더티 파티 (2014, Search Party)
- You Me & Her (2014) - 단편
- The Breakup Girl (2015)
- 더 베일 (2016)
- All Nighter (2017)

### 텔레비전
- True Women (1997)
- the R1¢hes (2007-08)
- 레이징 호프 (2010-14)
- 웨스트월드: 인공지능의 역습 (2016-18)

### 비디오 게임
- 더 라스트 오브 어스 파트 II (2020)